# Duan Yingying
Duan Yingying (chinesisch 段莹莹, Pinyin Duàn Yíngyíng, * 3. Juli 1989 in Tianjin) ist eine chinesische Tennisspielerin.

## Karriere
Duan spielt überwiegend auf dem ITF Women’s Circuit. Sie gewann dort bislang elf Einzel- und drei Doppeltitel.
2013 erreichte sie erstmals das Hauptfeld eines Grand-Slam-Turniers; sie verlor in der ersten Runde der US Open gegen Caroline Wozniacki. Auf der WTA Tour stand sie dreimal in der zweiten Runde, 2012 bei den GRC Bank Guangzhou International Women’s Open und 2013 in Shenzhen und Kuala Lumpur, ehe sie im Februar 2015 beim WTA-Turnier in Pattaya ins Viertelfinale einzog.
Im August 2016 gewann sie beim Turnier in Nanchang ihren ersten WTA-Titel. Im Finale schlug sie Vania King in drei Sätzen.
Im Jahr 2017 spielte Duan erstmals für die chinesische Fed-Cup-Mannschaft; ihre Fed-Cup-Bilanz weist bislang eine Niederlage aus.

## Turniersiege

### Einzel
| Nr. | Datum            | Turnier    | Kategorie         | Belag     | Finalgegnerin    | Ergebnis               |
| --- | ---------------- | ---------- | ----------------- | --------- | ---------------- | ---------------------- |
| 1.  | 14. Februar 2009 | Jiangmen   | ITF $10.000       | Hartplatz | Xie Yanze        | 6:2, 6:4               |
| 2.  | 30. Mai 2009     | Neu-Delhi  | ITF $10.000       | Hartplatz | Keren Shlomo     | 6:3, 6:4               |
| 3.  | 3. April 2010    | Nanjing    | ITF $10.000       | Hartplatz | Liu Wanting      | 6:4, 7:66              |
| 4.  | 4. Juli 2010     | Hefei      | ITF $10.000       | Hartplatz | Zheng Saisai     | 6:3, 6:4               |
| 5.  | 4. März 2012     | Wellington | ITF $25.000       | Hartplatz | Sandra Zaniewska | 6:1, 6:4               |
| 6.  | 27. Mai 2012     | Changwon   | ITF $25.000       | Hartplatz | Zhang Ling       | 6:4, 6:3               |
| 7.  | 3. Juni 2012     | Gimcheon   | ITF $25.000       | Hartplatz | Chanel Simmonds  | 6:2, 6:1               |
| 8.  | 24. Juni 2012    | Goyang     | ITF $25.000       | Hartplatz | Zhang Ling       | 6:3, 6:3               |
| 9.  | 26. Mai 2013     | Goyang     | ITF $25.000       | Hartplatz | Liu Fangzhou     | 6:3, 6:4               |
| 10. | 28. Juni 2014    | Xi’an      | ITF $50.000       | Hartplatz | Zhu Lin          | 4:6, 7:69, 6:4         |
| 11. | 19. Juli 2015    | Tianjin    | ITF $25.000       | Hartplatz | Wang Qiang       | 4:6, 7:62, 3:0 Aufgabe |
| 12. | 7. August 2016   | Nanchang   | WTA International | Hartplatz | Vania King       | 1:6, 6:4, 6:2          |

### Doppel
| Nr. | Datum              | Turnier    | Kategorie         | Belag             | Partnerin            | Finalgegnerinnen                     | Ergebnis         |
| --- | ------------------ | ---------- | ----------------- | ----------------- | -------------------- | ------------------------------------ | ---------------- |
| 1.  | 22. Juli 2012      | Evansville | ITF $10.000       | Hartplatz         | Xu Yifan             | Mallory Burdette Natalie Pluskota    | 6:2, 6:3         |
| 2.  | 5. November 2017   | Zhuhai     | WTA Elite Trophy  | Hartplatz (Halle) | Han Xinyun           | Zhang Shuai Lu Jingjing              | 6:2, 6:1         |
| 3.  | 12. November 2017  | Hua Hin    | WTA Challenger    | Hartplatz         | Wang Yafan           | Dalila Jakupović Irina Chromatschowa | 6:3, 6:3         |
| 4.  | 4. Februar 2018    | Taipeh     | WTA International | Hartplatz (Halle) | Wang Yafan           | Nao Hibino Oksana Kalaschnikowa      | 7:64, 7:65       |
| 5.  | 22. April 2018     | Zhengzhou  | WTA Challenger    | Hartplatz         | Wang Yafan           | Naomi Broady Yanina Wickmayer        | 7:65, 6:3        |
| 6.  | 4. Mai 2019        | Gifu       | ITF $80.000       | Hartplatz         | Han Xinyun           | Akiko Omae Peangtarn Plipuech        | 6:3, 4:6, [10:4] |
| 7.  | 16. Juni 2019      | Manchester | ITF $100.000      | Rasen             | Zhu Lin              | Robin Anderson Laura-Ioana Paar      | 6:4, 6:3         |
| 8.  | 28. September 2019 | Wuhan      | Premier 5         | Hartplatz         | Weronika Kudermetowa | Elise Mertens Aryna Sabalenka        | 7:63, 6:2        |

## Abschneiden bei Grand-Slam-Turnieren

### Einzel
| Turnier         | 2012 | 2013 | 2014 | 2015 | 2016 | 2017 | 2018 | 2019 | Karriere |
| --------------- | ---- | ---- | ---- | ---- | ---- | ---- | ---- | ---- | -------- |
| Australian Open | —    | Q3   | 1    | 1    | Q2   | 3    | 2    | Q1   | 3        |
| French Open     | —    | —    | —    | Q1   | —    | 1    | 1    | —    | 1        |
| Wimbledon       | —    | —    | —    | 2    | 2    | 1    | Q2   | —    | 2        |
| US Open         | Q2   | 1    | 1    | Q2   | 2    | 2    | —    | —    | 2        |

Zeichenerklärung: S = Turniersieg; F, HF, VF, AF = Einzug ins Finale / Halbfinale / Viertelfinale / Achtelfinale; 1, 2, 3 = Ausscheiden in der 1. / 2. / 3. Hauptrunde; Q1, Q2, Q3 = Ausscheiden in der 1. / 2. / 3. Runde der Qualifikation; n. a. = nicht ausgetragen

### Doppel
| Turnier         | 2017 | 2018 | 2019 | 2020  | 2021 | Karriere |
| --------------- | ---- | ---- | ---- | ----- | ---- | -------- |
| Australian Open | —    | —    | 1    | 1     | 1    | 1        |
| French Open     | AF   | AF   | F    | —     | —    | F        |
| Wimbledon       | 1    | 1    | AF   | n. a. | —    | AF       |
| US Open         | —    | 2    | VF   | —     | —    | VF       |

### Mixed
| Turnier         | 2019 | 2020  | 2021 | Karriere |
| --------------- | ---- | ----- | ---- | -------- |
| Australian Open | —    | 1     | 1    | 1        |
| French Open     | —    | —     | —    | —        |
| Wimbledon       | 2    | n. a. | —    | 2        |
| US Open         | AF   | n. a. | —    | AF       |